# スタントマン
スタントマン (Stunt man) とは、さまざまなスタントをこなす人物のこと。主に映像作品、舞台やイベントなどにおいて、高度かつ危険なシーンを専門に演じる人物を指す。女性のスタントマンはスタントウーマン (Stunt woman) と呼ばれる。また男女問わずスタントパーソン (Stunt person)、スタントパフォーマー (Stunt performer) ともいう。

## 概要
スタントは大まかにボディースタントとカースタントとに分かれており、カースタントを行う人物についてはスタントドライバーと呼ばれスタントマンとはまた違った技能を持つ。ボディースタントではスタントマン本人がドラマの主要人物と戦う格闘シーンや爆破落下などの場面でアザーキャラクターズとして出演することが多い。
他の大きな役割としては、危険な動きや複雑高度な動きを俳優の代理として顔が見えない形で演じることもあり、その場合は“吹き替え”、“スタントダブル”、“替え玉”とも呼称される。
また、このスタントダブルから派生し日本で特に発達した役柄として、特撮ヒーロー番組などで着ぐるみを着用し戦闘アクションを担当するスーツアクターもある。
どの国でも危険なシーンを演じるというのは同じであるが、歴史としてはアメリカが主に西部劇においてハードな乗馬アクションをこなす際の特殊技能や安全装置の開発から始まったのに対し、日本ではチャンバラ映画における殺陣での斬られ役、香港の武侠映画やカンフー映画でのやられ役など、リアクションを重んじる形で発展してきた役割であった。
| 日本                                           | 香港          | アメリカ |
| ---------------------------------------------- | ------------- | --- |
| スタントマン、スタントウーマン                 | 武師          | Stunt performer （スタントパフォーマー） Stunt person （スタントパーソン） Stunt man, Stunt woman （スタントマン、スタントウーマン） |
| 吹き替え、替え玉 スタントダブル スーツアクター | 替身 皮套演員 | Stunt double （スタントダブル） |

アクション撮影においては、スタントマンの上に殺陣師やスタントコーディネーター、香港や日本の現場によってはアクション監督といった立場のスタッフがいるが、それらのほとんどはキャリアの初めにスタントマンとして活動した経験を持つ者である。
ギャラについては、事務所に差し引かれた後の額しか教えて貰えず正確な単価は事務所と取り引き先（映画会社など）にしかわからない場合がほとんどだという。

## 歴史
1900年代初頭、プロのスタントパフォーマーは求められておらず、多くが無料で参加していた。最初に賃金が支払われたスタントパフォーマーが登場したのは1908年の『モンテ・クリスト伯』とされている。1910年代から1920年代にかけて連続活劇が発達し、それに応じてスタントパフォーマーの仕事が増えた。
また、1910年代のサイレント映画時代のハリウッド初期において、たくさんの女性たちがスタントを行っていた。最初の女性スタントパフォーマー（スタントウーマン）は1914年の『ヘレンの冒険』で活躍したヘレン・ギブソンだと言われている。しかし、映画業界が盛り上がるにつれ、そのスタントの仕事は男性に奪われていき、男性が女性用ウィッグや女性の衣裳を着てスタントをすることさえあった。ドキュメンタリー『スタントウーマン ハリウッドの知られざるヒーローたち』では、今なおスタントの世界では数多くの女性差別が存在することが指摘されている。

## 歴史（日本）
戦前には吹き替えに任せず、自ら演じるハヤフサヒデトがいた。戦後には昭和30年代から宍戸大全が大映や東映で吹き替えをしており、春日太一は宍戸を「日本初のスタントマン」と紹介している。
昭和35年には千葉真一が『新 七色仮面』で前任者の波島進が吹き替えに任せていたところを、七色仮面の扮装を着用。宙返りなどのスタントを千葉は自ら行い、この演技は後にスーツアクターの誕生に繋がっている。柔道映画では自分が投げた相手、投げられて飛び込み前転の吹き替えもこなしていた千葉は、人材不足が原因で両方を演じなければならない撮影現場の状況を憂い、昭和45年にジャパンアクションクラブ (JAC) を設立。千葉のような吹き替えに任せずスタントを演じられる俳優・スタントマン・スーツアクターや、殺陣師・スタントコーディネーター・アクション監督などの製作スタッフを育成し、多くの人材を輩出した。
ハヤフサヒデト、宍戸大全、千葉真一のような存在は稀有で、福本清三は「スタントのような危ないシーンは主要な役を演じる俳優ではなく、基本的に大部屋俳優が代わりに演じていた」と証言しており、しばらくはこのような状況が続いていたが、昭和38年に『太閤記 (NHK大河ドラマ)』で「派手に馬から落ちたり迫力ある立ち廻りの為に、危険なシーンを演じてくれるメンバーを揃えてくれ」と依頼を受けた林邦史朗は、若駒冒険グループという日本初のスタントグループを立ち上げた。昭和39年には大野幸太郎が大野剣友会を設立し、時代劇・現代劇を問わず、スタントマンやスーツアクターを撮影現場に用意している。
前述のとおり、千葉真一がジャパンアクションクラブを創設し、昭和51年には倉田保昭が倉田アクションクラブを設立した。従来の撮影所主導ではなく、俳優が危機感を覚えて人材を育成し、撮影現場に派遣するプロダクションの役割を新たに担っている。
舞台やカメラの前でアクションを演じるだけでなく、学校などで行われる交通安全教室のデモンストレーションや、TV番組での身体を使った危険なゲームの安全確認のテスト、アクションゲームのモーションキャプチャーアクターとして格闘シーンの撮影など、様々な現場に参加する事も多い。伊澤彩織は、同じ仕事をしているのに男性と女性で職業の呼称が変わるのは変だとの考えから肩書を「スタントパフォーマー」としている。
令和3年1月20日、周知や地位向上、改善を目的にスタント、アクション系団体で一般社団法人JAPAN ACTION GUILDを発足。

## 仕事と能力
近年CGが発達し、ワイヤーを操作するアクションも多用されるようになったことで、高所からの落下、炎の中からの脱出、クルマに当たるといった危険なスタントのイメージとは異なり、身体を張った命がけのスタントは減少傾向にある。
近年のアクション映像は、入り乱れるように同時に何人も相手にするのが主流となっておりアクションが立体的になった。そのためアクションの中心から外れた人間が、そのシーンで立ち止まっているわけにはいかないなど、違った部分で技術的には高度になってきている。
日本のアクション監督大内貴仁は、スタントマンは常に役者を「引き立てるよう」に動くことが重要で、タイミングがズレたら待って合わせる、俳優が動きやすい位置に自ら動いていくなど、その場の状況、相手に合わせてフレキシブルに対応する「受け手」としての柔軟性が必要だと語る。受けがまずいと全体の動きが停滞してしまうため、その上手い下手がスタントマンの「実力」になるのだという。
また、スタントダブルの場合には、その実力に加え、後ろ向きでも俳優本人に見えるように背中で真似をしないといけないと話す。それには俳優の動きを完全にコピーするくらいの表現力が必要になり、刀の持ち方ひとつにしても、真似をしつつカッコよく見せるというハイレベルな能力が、求められていると解説している。
映像撮影では、裏方として俳優のトレーニングに協力したり、俳優に撮影での動きを伝えるなどコミュニケーション能力も重要視される。現場ではワイヤーアクションでのワイヤーの設置や操作、道具の管理、現場の安全確認やそれにともなう準備などを行う。またスタントコーディネーターやアクション監督とともにアクションの設計にも携わり、現在ではアイデアを俳優やスタッフに伝えるためのビデオコンテ（テスト版映像）を制作する事例も増えてきている。しかし日本の現場では、女性のみならず全体的にスタントマンの数は少なく、人材不足、高齢化が懸念されている。

## 保険
ハリウッド映画と日本映画では、その産業規模の差、組合の有無など、俳優組合（SAG-AFTRA）があり、スタントマンも加入できる。日本には同様の組合は存在しない。環境・条件が異なるのでギャラの形態や、傷害保険・労災保険などの面での違いがある。長らく労災問題改善に務めてきたアクション監督・殺陣師の高瀬将嗣によると、日本ではスタントマンは危険な職種のため労災が下りないのではなく、スタントマンは個人事業主とみなされるため労災が下りないと言われてきたという。近年は厚生労働省の認識の変化もあり、スタントチームの会社化（スタントマンの社員化）、作品ごとの掛け捨ての保険加入や怪我をした際の労災の申請などにより、条件を整えれば、入院休業補償もされるようになった。
前述のJAPAN ACTION GUILDでは「げいのう労災」を発足。

## 死亡事故
スタントパフォーマーが危険なスタントによって死亡する事故もたびたび起きている。
1987年5月、アラン・バンクス（Alain Vincx、ベルギー出身、1946年生）が、ザントフォールト・サーキットで行われたカースタントショーの演目（乗用車で4台のバスを貫通する）に失敗し死亡。
2017年7月12日、『ウォーキング・デッド』にてスタントマンのジョン・バーネッカーが地上約7メートルのバルコニーからの転落シーンで事故を起こし、死亡した。2017年8月14日には、『デッドプール2』の撮影にてジョイ・ハリスがバイクのスタント中にオフィスビルの窓ガラスに衝突して死亡した。